# Palenciana
Palenciana é um município da Espanha na província de Córdova, comunidade autónoma da Andaluzia. Tem 16,13 km² de área e em 2021 tinha 1 463 habitantes (densidade: 90,7 hab./km²).

## Demografia
| Variação demográfica do município entre 1991 e 2004 | Variação demográfica do município entre 1991 e 2004 | Variação demográfica do município entre 1991 e 2004 | Variação demográfica do município entre 1991 e 2004 |
| --------------------------------------------------- | --------------------------------------------------- | --------------------------------------------------- | --------------------------------------------------- |
| 1991                                                | 1996                                                | 2001                                                | 2004                                                |
| 1683                                                | 1563                                                | 1562                                                | 1565                                                |